# Teillé, Sarthe
Teillé är en kommun i departementet Sarthe i regionen Pays de la Loire i nordvästra Frankrike. Kommunen ligger i kantonen Ballon som tillhör arrondissementet Le Mans. År 2022 hade Teillé 521 invånare.

## Befolkningsutveckling
Antalet invånare i kommunen Teillé
| Referens: INSEE |